# Tingen i sig selv
Tingen i sig selv (tysk: das Ding an sich) er et begreb, der bruges i den erkendelsesteoretiske filosofi eller i logikken, hvor man debatterer om det eksisterende.

## Immanuel Kant
Begrebet tingen i sig selv er mest kendt fra filosoffen Immanuel Kant. For Kant betyder det tingen, som den er, altså inden den fremtræder i tid og rum. Det er umuligt, ifølge Immanuel Kant, at vide noget om tingen i sig selv, undtagen at den nødvendigvis må være der, da begrebet 'fænomen' ellers ingen mening giver. 
En af Kants pointer er, at vi kan sige noget om, hvordan vi erkender tingen, men vi kan ikke sige noget om tingen i sig selv. Således forsøger han med sin filosofi at kende erkendelsens grænser og muligheder, hvorimod selve tingen i sig selv altid vil være uerkendt af os.
Tingen i sig selv er med andre ord kort sagt et nødvendigt begreb for at forklare, hvordan vi afficeres af genstande, hvorimod den ikke er en genstand for sansemæssig erfaring og ikke kan have noget positivt indhold. Et uundværligt grænsebegreb.
En filosof som Schopenhauer, som i høj grad bygger videre på Kants filosofi, radikaliserede på mange måder Kants tanke, da han kritiserede Kant for overhovedet at antage eksistensen af en ting i sig selv (ud fra den transcendentale filosofi). Endvidere mente Schopenhauer, modsat Kant, at man godt kan opnå viden om tingen i sig selv.

## Georg Wilhelm Friedrich Hegel
Hegel accepterede ikke de erkendelsesteoretiske forudsætninger, som Kant havde gennem sin filosofi og havde en anden opfattelse af hvad tingen i sig selv var. Ifølge Hegels tænkning var tingen i sig selv det, som en ting egentlig er, men som den ikke er blevet endnu. Det er i en forstand den spire, der ligger i alt værende, og som det prøver at realisere. Barnet er f.eks. mennesket i sig selv og vil altid prøve at realisere sig som et fornuftsmenneske. En spire er ligeledes en plante i sig selv, og begrebet tingen i sig selv betegner altså det, som noget er bestemt til at blive, men som det endnu ikke er.